# To właśnie my (album)
A To właśnie my a Czerwone Gitary 1966-ban megjelent első nagylemeze, melyet a Pronit adott ki. Katalógusszáma: XL 0350 (mono).

## Az album dalai

### A oldal
1. To właśnie my
2. Nie mów nic
3. Nie zadzieraj nosa
4. Pechowy chłopiec
5. Kto winien jest
6. Randka z deszczem
7. Historia jednej znajomości

### B oldal
1. Czy słyszysz co mówię
2. Pięciu nas jest
3. Matura
4. Śledztwo zakochanego
5. Mówisz, że kochasz mnie jak nikt
6. Dlaczego pada deszcz
7. Bo ty się boisz myszy

## Közreműködők
- Jerzy Kossela – gitár, ének
- Krzysztof Klenczon – gitár, ének
- Bernard Dornowski – gitár, ének
- Seweryn Krajewski – basszusgitár, ének
- Jerzy Skrzypczyk – ütős hangszerek, ének